# العلاقات السودانية التوفالية
العلاقات السودانية التوفالية هي العلاقات الثنائية التي تجمع بين السودان وتوفالو.

## مقارنة بين البلدين
هذه مقارنة عامة ومرجعية للدولتين:
| وجه المقارنة                                              | السودان                     | توفالو                         |
| --------------------------------------------------------- | --------------------------- | ------------------------------ |
| المساحة (كم2)                                             | 1.89 مليون                  | 26                             |
| عدد السكان (نسمة)                                         | 40.53 مليون                 | 11.19 ألف                      |
| الكثافة السكانية (ن./كم²)                                 | 21.44                       | 43.04 ألف                      |
| العاصمة                                                   | الخرطوم                     | فونافوتي                       |
| اللغة الرسمية                                             | اللغة العربية، لغة إنجليزية | اللغة التوفالوية، لغة إنجليزية |
| العملة                                                    | جنيه سوداني                 | دولار توفالو                   |
| الناتج المحلي الإجمالي (بليون دولار)                      | 117.49 مليار                | 39.73 مليون                    |
| الناتج المحلي الإجمالي (تعادل القوة الشرائية) بليون دولار | 176.55 مليار                | 38.93 مليون                    |
| الناتج المحلي الإجمالي الاسمي للفرد دولار أمريكي          | 2.41 ألف                    | 3.29 ألف                       |
| الناتج المحلي الإجمالي للفرد دولار أمريكي                 | 4.07 ألف                    | 3.77 ألف                       |
| مؤشر التنمية البشرية                                      | 0.479                       |                                |
| رمز المكالمات الدولي                                      | +249                        | +688                           |
| رمز الإنترنت                                              | سودان                       | .tv                            |
| المنطقة الزمنية                                           | ت ع م+03:00، ت ع م+02:00    | ت ع م+12:00                    |

## منظمات دولية مشتركة
يشترك البلدان في عضوية مجموعة من المنظمات الدولية، منها:
| علم المنظمة | اسم المنظمة                                 | تاريخ انضمام السودان | تاريخ انضمام توفالو |
| ----------- | ------------------------------------------- | -------------------- | ------------------- |
|             | الاتحاد البريدي العالمي                     | ?                    | ?                   |
|             | يونسكو                                      | 26 نوفمبر 1956       | 21 أكتوبر 1991      |
|             | البنك الدولي للإنشاء والتعمير               | 5 سبتمبر 1957        | 24 يونيو 2010       |
|             | الاتحاد الدولي للاتصالات                    | 23 أكتوبر 1957       | 15 أغسطس 1996       |
|             | مؤسسة التنمية الدولية                       | 24 سبتمبر 1960       | 24 يونيو 2010       |
|             | الأمم المتحدة                               | 12 نوفمبر 1956       | 5 سبتمبر 2000       |
|             | مجموعة دول أفريقيا والكاريبي والمحيط الهادئ | ?                    | ?                   |
|             | منظمة حظر الأسلحة الكيميائية                | ?                    | ?                   |

## وصلات خارجية
- موقع وزارة الخارجية السودانية